# إيغور سافيتش
إيغور سافيتش (بالصربية: Игор Савић)‏ (31 يناير 1997 بتشاتشاك في صربيا - ) هو لاعب كرة قدم صربي في مركز الهجوم. شارك مع منتخب صربيا تحت 17 سنة لكرة القدم ومنتخب صربيا تحت 19 سنة لكرة القدم. أما مع النوادي، فقد لعب مع بوراتس تشاتشاك ‏.

## وصلات خارجية
- إيغور سافيتش على موقع قاعدة بيانات كرة القدم.إي يو (الإنجليزية)
- إيغور سافيتش على موقع Soccerway.com (الإنجليزية)